# Margret Krick
Margarete „Margret“ Krick (* 1. Dezember 1926 in Köln; † 5. April 2016) war eine deutsche Verlegerin und Unternehmerin.

## Werdegang
Margret Krick wurde 1926 geboren. Nach der Bombardierung Kölns im Jahre 1944 zog sie nach Würzburg. Zusammen mit ihrem Mann Robert Krick baute sie die Krick Industrie- und Handelswerbung sowie den Robert Krick Verlag auf. Damit wurde der Grundstein für die heutige Krick Unternehmensfamilie gelegt.
Anfang April 2016 verstarb sie im Alter von 89 Jahren.

## Soziales Engagement
1992 gründete Margret Krick mit ihrem Ehemann die Robert-und-Margret-Krick-Stiftung. „Die Stiftung hat den Zweck, Beiträge zu leisten zur Förderung der Jugend- und Altenhilfe, des öffentlichen Gesundheitswesens – vor allen Dingen der Krebsvorsorge – und des Wohlfahrtwesens zur Unterstützung hilfsbedürftiger Personen.“ (aus der Stiftungsurkunde der Robert und Margret Krick-Stiftung, 7. Juni 1992). Mit Hilfe des Stiftungskapitals konnten erhebliche Beträge zur Unterstützung von karitativen Einrichtungen in der Stadt Würzburg zur Verfügung gestellt werden.

## Ehrungen
- 2002: Bayerischer Verdienstorden
- 2002: Ehrenbürgerrecht der Stadt Würzburg
- 2006: Bayerische Verfassungsmedaille in Gold
- 2011: Verdienstkreuz 1. Klasse der Bundesrepublik Deutschland